# Stichting Join Us
Stichting Join Us (kortweg Join Us) is een Nederlandse stichting die zich inzet om eenzaamheid onder jongeren aan te pakken en bespreekbaar te maken. De stichting is anno 2025 in 91 gemeenten actief. 

## Geschiedenis
De stichting werd in 2018 opgericht door Jolanda van Gerwe. In 2019 richtte Join Us samen met Nadï van de Watering een meldpunt op voor eenzame jongeren. Het doel hiervan was om eenzaamheidsprobleem onder jongeren aan te kaarten en bij de politiek op de agenda te krijgen.
In 2024 won de organisatie door haar inspanningen een geldprijs en een van de drie appeltjes van Oranje (te weten het bronzen appeltje), uitgereikt door koningin Máxima. 

## Ambassadeur
Join Us heeft een aantal ambassadeurs, onder wie rapper Typhoon en model Nicky Opheij.